# Nazionale maschile di pallacanestro della Croazia
La nazionale maschile di pallacanestro della Croazia (Hrvatska košarkaška reprezentacija) rappresenta la Croazia nelle competizioni internazionali maschili di pallacanestro organizzate dalla FIBA ed è gestita dalla Federazione cestistica della Croazia.
Attualmente l'allenatore è Josip Sesar.

## Storia

### Nazionale RSF Jugoslavia (1935-1991)
Fino al 1991 i cestisti croati, nelle competizioni internazionali, militavano nella Nazionale jugoslava.

### Nazionale croata (dal 1992)
Il team croato si è formato nel 1992, a seguito del disfacimento della Repubblica di Jugoslavia.
Nei primi anni la nuova nazionale può contare su tanti giocatori di talento della ex-nazionale jugoslava, in particolare Dino Rađa, Toni Kukoč e il capitano Dražen Petrović, e riesce a ottenere numerosi risultati di rilievo. Al suo primo torneo ufficiale, ossia le olimpiadi di Barcellona, la Croazia ottiene una prestigiosa medaglia d'argento, arrendendosi solo in finale contro l'imbattibile Dream Team degli Stati Uniti. 
Il 7 giugno 1993, appena due settimane prima degli Europei in Germania, muore tragicamente Dražen Petrović a causa di un incidente stradale, poche ore dopo il termine di una partita di qualificazione tra Croazia e Polonia. Nonostante la scomparsa improvvisa del suo capitano la Croazia riesce a conquistare un onorevole bronzo al Campionato Europeo. La squadra conquistò la medaglia di bronzo anche l'anno successivo, ai Mondiali in Canada. 
Gli Europei di Grecia '95 videro per la prima volta la presenza sia della Croazia che della Jugoslavia, ormai composta solo da Serbia, Montenegro e Kosovo. La tensione era molto alta, a causa di anni di guerra nei Balcani, e con il conflitto in Croazia che non era ancora concluso. Entrambe le squadre arrivarono in semifinale, ma i croati persero contro i lituani di Sabonis e Marčiulionis, mentre gli jugoslavi ebbero la meglio sulla Grecia padrona di casa. La Jugoslavia vinse il torneo, e la Croazia ebbe la meglio nella finale 3º-4º posto, conquistando la medaglia di bronzo. Alla cerimonia di premiazione, dopo la consegna delle medaglie di bronzo e d'argento, la nazionale croata abbandonò per protesta il podio durante la premiazione dei campioni jugoslavi, tra i fischi del pubblico.
Da lì in poi, con il ritiro delle vecchie generazioni, si verificò un prevedibile calo della squadra, che l'ha tenuta per diverso tempo lontana dalle massime manifestazioni internazionali.
Il ritorno nelle massime competizioni sportive è segnato nel 2008 dall'accesso alle Olimpiadi di Pechino, e nel 2009 dalla qualificazione per il Mondiale 2010 grazie al 6º posto ottenuto all'Europeo di Polonia.
Il 9 luglio 2016 vince il torneo di qualificazione olimpica di Torino guadagnando l'accesso alle Olimpiadi di Rio de Janeiro dove viene eliminata nei quarti di finale dalla Serbia.

## Piazzamenti
Olimpiadi
- 1992 -  2°
- 1996 - 7°
- 2008 - 7°
- 2016 - 5°

Mondiali
- 1994 -  3°
- 2010 - 14º
- 2014 - 10°

Europei
- 1993 -  3°
- 1995 -  3°
- 1997 - 11°
- 1999 - 11°
- 2001 - 7°
- 2003 - 11°
- 2005 - 7°
- 2007 - 6°
- 2009 - 6°
- 2011 - 17°
- 2013 - 4°
- 2015 - 9°
- 2017 - 10°
- 2022 - 12°

Mediterranei
- 1993 -  2°
- 1997 - 5°
- 2009 -  1°

Altre Manifestazioni
- Torneo Supercup: 3

1995, 2000, 2009

## Formazioni

### Olimpiadi
Pallacanestro ai Giochi della XXV Olimpiade - Torneo maschile4 Petrović, 5 Perasović, 6 Cvjetićanin, 7 Kukoč, 8 Alanović, 9 Arapović, 10 Tabak, 11 Vranković, 12 Gregov, 13 Komazec, 14 Rađa, 15 Naglić,        All. Petar Skansi
Pallacanestro ai Giochi della XXVI Olimpiade - Torneo maschile4 J. Vranković, 5 Perasović, 6 Komazec, 7 Kukoč, 8 Alanović, 9 Rimac, 10 Tabak, 11 S. Vranković, 12 Mulaomerović, 13 Mršić, 14 Rađa, 15 Marcelić,        All. Petar Skansi
Pallacanestro ai Giochi della XXIX Olimpiade - Torneo maschile4 Ukić, 5 Kus, 6 Popović, 7 Rozić, 8 Prkačin, 9 Tomas, 10 Planinić, 11 Nicević, 12 Rudež, 13 Banić, 14 Lončar, 15 Barać,        All. Jasmin Repeša
Pallacanestro ai Giochi della XXXI Olimpiade - Torneo maschile4 Babić, 5 Krušlin, 6 Stipčević, 7 Simon, 8 Hezonja, 9 Šarić, 10 Ukić, 12 Planinić, 15 Bilan, 33 Šakić, 35 Arapović, 44 Bogdanović,        All. Aza Petrović

### Mondiali
Campionato mondiale maschile di pallacanestro 19944 Gregov, 5 J. Vranković, 6 Mršić, 7 Kukoč, 8 Alanović, 9 Jurić, 10 Komazec, 11 S. Vranković, 12 Žurić, 13 Cvjetićanin, 14 Rađa, 15 Pejčinović,        All. Giuseppe Gjergja
Campionato mondiale maschile di pallacanestro 20104 Ukić, 5 Kus, 6 Popović, 7 Bogdanović, 8 Stipčević, 9 Tomas, 10 Planinić, 11 Tomić, 12 Lončar, 13 Banić, 14 Žorić, 15 Andrić,        All. Josip Vranković
Campionato mondiale maschile di pallacanestro 20144 Tomić, 5 Andrić, 6 Lafayette, 7 Bogdanović, 8 Šarić, 9 Rudež, 10 Ukić, 11 Simon, 12 Markota, 13 Hezonja, 14 Žorić, 15 Babić,        All. Jasmin Repeša

### Europei
Campionato europeo maschile di pallacanestro 19935 Perasović, 6 Gregov, 7 Žurić, 8 Alanović, 9 Arapović, 10 Tabak, 11 Vranković, 12 Cvjetićanin, 13 Komazec, 14 Rađa, 15 Kovačić, 16 Mršić,        All. Mirko Novosel
Campionato europeo maschile di pallacanestro 19954 J.Vranković, 5 Perasović, 6 Komazec, 7 Kukoč, 8 Alanović, 9 Marić, 10 Žurić, 11 S.Vranković, 12 Gregov, 13 Mršić, 14 Rađa, 15 Pejčinović,        All. Aza Petrović
Campionato europeo maschile di pallacanestro 19974 Sesar, 5 Mulaomerović, 6 Giriček, 7 Milačić, 8 Alanović, 9 Rimac, 10 Kovačić, 11 Pejčinović, 12 Kelečević, 13 Prkačin, 14 Grgat, 15 Marcelić,        All. Petar Skansi
Campionato europeo maschile di pallacanestro 19994 Krstić, 5 Mulaomerović, 6 Mršić, 7 Kukoč, 8 Prkačin, 9 Zadravec, 10 Giriček, 11 Poljak, 12 Ružić, 13 Tomeljak, 14 Vujčić, 15 Henjak,        All. Boško Božić
Campionato europeo maschile di pallacanestro 20014 Mulaomerović, 5 Vranković, 6 Sesar, 7 Mršić, 8 Prkačin, 9 Krstić, 10 Giriček, 11 Kovačić, 12 Skelin, 13 Mamić, 14 Vujčić, 15 Tabak,        All. Aza Petrović
Campionato europeo maschile di pallacanestro 20034 Mulaomerović, 5 Baždarić, 6 Popović, 7 Nicević, 8 Prkačin, 9 Planinić, 10 Giriček, 11 Perinčić, 12 Žižić, 13 Mamić, 14 Bagarić, 15 Skelin,        All. Neven Spahija
Campionato europeo maschile di pallacanestro 20054 Kasun, 5 Ukić, 6 Popović, 7 Vujčić, 8 Prkačin, 9 Žižić, 10 Giriček, 11 Planinić, 12 Tomas, 13 Mamić, 14 Bagarić, 15 Rančić,        All. Neven Spahija
Campionato europeo maschile di pallacanestro 20074 Ukić, 5 Kus, 6 Popović, 7 Rozić, 8 Prkačin, 9 Tomas, 10 Planinić, 11 Stojić, 12 Markota, 13 Banić, 14 Kasun, 15 Barać,        All. Jasmin Repeša
Campionato europeo maschile di pallacanestro 20094 Ukić, 5 Kus, 6 Popović, 7 Vujčić, 8 Prkačin, 9 Rozić, 10 Planinić, 11 Stojić, 12 Lončar, 13 Banić, 14 Nicević, 15 Kasun,        All. Jasmin Repeša
Campionato europeo maschile di pallacanestro 20114 Tomić, 5 Andrić, 6 Popović, 7 Bogdanović, 8 Stipčević, 9 Tomas, 10 Draper, 11 Simon, 12 Markota, 13 Rudež, 14 Žorić, 15 Barać,        All. Josip Vranković
Campionato europeo maschile di pallacanestro 20134 Tomić, 5 Andrić, 6 Draper, 7 Bogdanović, 8 Šarić, 9 Rudež, 10 Ukić, 11 Simon, 12 Markota, 13 M. Delaš, 14 Žorić, 15 A. Delaš,        All. Jasmin Repeša
Campionato europeo maschile di pallacanestro 20154 Tomić, 5 Rudež, 6 Stipčević, 7 Bogdanović, 8 Šarić, 9 Tomas, 10 Ukić, 11 Simon, 13 Draper, 15 Bilan, 21 Žorić, 23 Hezonja,        All. Velimir Perasović
Campionato europeo maschile di pallacanestro 20175 Krušlin, 6 Popović, 7 Simon, 9 Šarić, 10 Ukić, 11 Žorić, 12 Planinić, 17 Bender, 25 Buva, 27 Ramljak, 33 Tomas, 44 Bogdanović,        All. Aza Petrović
Campionato europeo maschile di pallacanestro 20221 Perković, 2 Smith, 4 Prkačin, 7 Simon, 8 Hezonja, 9 Šarić, 10 Gnjidić, 17 Matković, 27 Ramljak, 30 Mavra, 40 Zubac, 44 Bogdanović,        All. Damir Mulaomerović

### Giochi del Mediterraneo
Pallacanestro maschile ai XII Giochi del MediterraneoAlanović, Arapović, Cvjetićanin, Gregov, Komazec, Kovačić, Mršić, Perasović, Rađa, Tabak, Vranković, Žurić, All. -
Pallacanestro maschile ai XIII Giochi del MediterraneoAntić, Erjavec, Grgurević, Henjak, Maleš, Milačić, Miličić, Miliša, Pejčinović, Poljak, Ružić, Zemljić, All. -
Pallacanestro maschile ai XVI Giochi del Mediterraneo6 Stipčević, 8 Andrić, 10 Car, 12 Rudež, 13 Žorić, 14 Lalić, 15 Pašalić · Babić · Rančić · Simon · Tomić · Vladović,        All. Josip Vranković

## Nazionali giovanili
- Selezioni giovanili della nazionale maschile di pallacanestro della Croazia